# Pagine involontarie
Pagine involontarie (1946-1947) o  Il romanzo di Narciso o Quaderni Rossi è un  diario giovanile di  Pier Paolo Pasolini scritto tra il giugno 1946 e il dicembre del 1947. Parti sostanziose di questo diario sono state pubblicate dal cugino di Pasolini Nico Naldini.

## Storia
Nell'agosto del 1947  Pier Paolo Pasolini scrisse una lettera a  Gianfranco Contini esprimendo l'intenzione di mandare a Lugano al concorso di “Libera Stampa” un romanzo dal titolo provvisorio Pagine involontarie. Nella lettera viene allegata anche la prefazione del romanzo dedicata a Stendhal che come scrive Fabien Kunz presenta: "..  una confessione «indiscreta, offensiva», «quasi un documento» della propria interiorità, redatto in uno stile qualificato nei termini drammatici di scrittura che lasciasse «inferno l'inferno»". Nel 1980  Nico Naldini  dopo un difficile lavoro di decifrazione, dovuto a punti incomprensibili dei documenti, pubblicò per  la prima volta estratti del diario mettendoli a confronto con i suoi ricordi del periodo friulano . Altri estratti sono stati pubblicati sempre da Nico Naldini con Einaudi Pasolini, una vita,  Torino 1989

## Contenuti
Nel diario Pasolini narra la sua predisposizione all'omosessualità iniziata a Belluno all'età di tre anni. Scrive a questo proposito: "era il senso dell'irraggiungibile, del carnale, un senso per cui non è stato ancora inventato un nome. Io lo inventai allora e fu "teta veleta". Sempre sullo stesso tema vengono narrati i primi amori con Bruno: "si sentiva in lui la sordità dell'animale: era violento, sgarbato, per questo aveva successo tra i suoi coetanei"..."lo attendevo per ore e ore, seduto sul mio Tommaseo e col mio Tasso sul prato cinto da filari di viti" e con Nistuti: "Eravamo ambedue in preda al nostro reciproco amore: il mio furioso, conscio, impuro; il suo benché purissimo e religioso non meno totale". Nel diario vengono narrati molti altri fatti che rivestono una particolare importanza per i biografi di Pasolini: la trasformazione di una religiosità caratterizzata  dalla "intransigenza dei ragazzi" a quella di carattere mistico:  "quando trovai il nome "mistico" per questo mio stato di interiorizzazione, incominciai ad attendere la Grazia, cioè la possibilità di concepire l'Altro, Dio."; l'amore per il dialetto: "riconoscevo le inflessioni della lingua, le sue vocali aperte, le sue sibilanti che sfioravano il senso segreto, inesprimibile, celato in tutto quel mondo"; la morte del fratello Guido. "Non mi azzardo a parlare di quel nostro lutto davanti a cui sento ancora un'insormontabile difficoltà di infinito". Una presenza particolare nel diario è infine la storia dell'amore impossibile fra Pasolini e la violinista slovena Pina Kalz : "La conobbi nel febbraio del '43. Subito dopo mi divenne necessaria per il suo violino,  mi suonò dapprima il moto perpetuo di Janácek che divenne quasi un motivo del nostro incontro, e si ripeté in molte occasioni. La ricordo perfettamente nell'atto di suonarlo, con la gonna blu e la camicetta bianca. Ma presto cominciò a farmi udire Bach: erano le sei sonate per violino solo, su cui emergevano, ad altezze disperate, la Ciaccona e il Preludio della III; il Siciliano della I."..."Una sera mi consegnò una lettera dove era dichiarato il suo amore. Era un gesto come tutti quelli che faceva con me: un gesto subito rapito da un vento e gettato indietro alle nostre spalle."